# Carl S. Marvel
Carl Shipp Marvel (* 1. September 1894 in Waynesville, Illinois; † 4. Januar 1988 in Tucson, Arizona) war ein US-amerikanischer Chemiker.
Marvel, Sohn eines Farmers, studierte an der Illinois Wesleyan University mit dem Bachelor- und Master-Abschluss (M. S.) 1915. Danach studierte er an der University of Illinois mit dem Master-Abschluss (A. M.) 1916. Im Ersten Weltkrieg arbeitete er 1917 bis 1919 im Labor von Roger Adams an der University of Illinois, der Methoden der organischen Synthese erforschte für Stoffe, deren Nachschub aus Deutschland aufgrund des Krieges ausfiel. 1920 wurde er bei William Albert Noyes mit der Arbeit A study of the possible asymmetry of the aliphatic diazo compounds promoviert. Danach war er dort Instructor, 1925 Assistant Professor, 1927 Associate Professor und 1930 Professor für Organische Chemie. Ein Kollege von ihm in den 1920er Jahren war Wallace H. Carothers, mit dem er später bei DuPont zusammenarbeitete. 1953 übernahm er eine Forschungsprofessur, die er bis 1961 innehatte.
Er begann mit klassischer organischer Chemie, wandte sich aber bald der Polymerchemie zu. Im Zweiten Weltkrieg leistete er wichtige Beiträge zur Herstellung synthetischen Kautschuks in den USA. Seine Forschungen legten die Grundlagen für die Entwicklung von Polybenzimidazol, einem im Brandschutz verwendeten Polymer. Er war viele Jahre Berater von DuPont.
1964 erhielt er den Preis der American Chemical Society in Polymerchemie, 1978 den Herman F. Mark Division of Polymer Chemistry Award, 1956 die Priestley-Medaille, 1950 die Willard Gibbs Medal, 1986 die National Medal of Science und 1965 die Perkin Medal. Er war Mitglied der National Academy of Sciences und der American Philosophical Society, 1960 wurde er in die American Academy of Arts and Sciences gewählt.
In seiner Freizeit war er ein Hobby-Ornithologe. Sein Spitzname war Speed.